# Tersilochus ruberi
Tersilochus ruberi är en stekelart som beskrevs av Horstmann 1981. Tersilochus ruberi ingår i släktet Tersilochus och familjen brokparasitsteklar. Inga underarter finns listade i Catalogue of Life.